# Action (Fernsehsender)
Action ist ein kanadischer, englischsprachiger Fernsehsender, mit Hauptsitz in Toronto, Ontario. Der Sender sendet vorwiegend Action-Serien und -Filme verschiedener Produktionsjahre. Der Sender wird  von Shaw Media betrieben.

## Geschichte
Der Sender begann mit der Ausstrahlung seines Programms, als er die Sendegenehmigung der kanadischen Aufsichtsbehörde,Canadian Radio-Television and Telecommunications Commission (CRTC) unter dem Sendernamen Action Television im November 2000 erhielt. Die Sendelizenz wurde an den Senderbetreiber Alliance Atlantis vergeben.  Am 18. Januar 2001 wurde durch ein Joint Venture zwischen Canwest und Goldman Sachs Capital (bekannt als CW Media) Alliance Atlantis übernommen. Somit gehörte auch der Sender zu CW Media. Am 31. August 2009 wurde der Sender durch die Übernahme auf den Namen „Action“ umbenannt.
Am 27. Oktober 2010 erfolgte eine weitere Übernahme des Senders, durch Shaw Media. Shaw Media übernahm Canwest sowie die Anteile von Goldman Sachs Capital.

## Programm
Es werden verschiedene Serien und Filme gesendet. Auswahl.:
- The Drunk and On Drugs Happy Fun Time Hour
- Kenny Hotz’s Triumph of the Will
- Andromeda
- Beach Patrol
- COPS
- Hardcore Pawn
- Inside America’s Jail
- Most Shocking
- Relic Hunter
- S.W.A.T. USA
- Trailer Park Boys
- Under Fire